# Endothia radicalis
Endothia radicalis är en svampart som först beskrevs av Ludwig David von Schweinitz, och fick sitt nu gällande namn av De Not. 1863. Endothia radicalis ingår i släktet Endothia och familjen Cryphonectriaceae.   Inga underarter finns listade i Catalogue of Life.